# Серби (Подільський район)
Серби́ — село Кодимської міської громади у Подільському районі Одеської області, Україна. Відстань до Кодими — 5 км. Територія — 4040 тис. м². Населення ~ 1920 чол.

## Історія
У 1766 році парафіяльний список місцевої церкви включав 114 дворів та 477 душ.
Під час організованого радянською владою Голодомору 1932—1933 років померло щонайменше 8 жителів села.
Колишній орган місцевого самоврядування — Сербівська сільська рада.
19 липня 2020 року, в результаті адміністративно-територіальної реформи і ліквідації Кодимського району, село увійшло до складу новоутвореного Подільського району.

## Населення
Згідно з переписом УРСР 1989 року чисельність наявного населення села становила 2018 осіб, з яких 826 чоловіків та 1192 жінки.
За переписом населення України 2001 року в селі мешкало 1779 осіб.

### Мова
Розподіл населення за рідною мовою за даними перепису 2001 року:
| Мова            | Кількість | Відсоток |
| --------------- | --------- | -------- |
| українська      | 1860      | 96.82%   |
| російська       | 47        | 2.45%    |
| румунська       | 8         | 0.42%    |
| вірменська      | 4         | 0.21%    |
| болгарська      | 1         | 0.05%    |
| інші/не вказали | 1         | 0.05%    |
| Усього          | 1921      | 100%     |

## Особистості

### Народилися
- Віктор Прокопович Білоконь — Герой Соціалістичної Праці, працював у селі головою колгоспу.
- Павло Миколайович Бодянський — український і російський шашкіст, історик і педагог.
- Пастушенко Михайло — сотник Армії УНР.